# Олицька міська територіальна громада
Олицька міська територіальна громада — територіальна громада в Україні, у Луцькому районі Волинської області. Адміністративний центр — місто Олика.
Площа громади — 261,9 км², населення — 11 835 мешканців (2020).

## Населені пункти
У складі громади 1 місто (Олика) і 16 сіл:
- Горянівка
- Дерно
- Дідичі
- Жорнище
- Залісоче
- Котів
- Личани
- Метельне
- Мощаниця
- Носовичі
- Одеради
- Покащів
- Путилівка
- Ставок
- Хром'яків
- Чемерин